# Nickelodeon Animation Studio
 (транскр.  Никелодион анимејшон студио), понекад често скраћен као Nick Animation, амерички је анимацијски студио и одсек предузећа ViacomCBS. Створио је многе оригиналне телевизијске програме за канал Nickelodeon и његове сетринске канале, као што су Сунђер Боб Коцкалоне, Чудновили родитељи, Регретси и Аватар: Последњи владар ветрова, између осталих. Од 2010их, студио је такође развио сопствене серије базиране на већ постојећој интелектуалној својини који је купило предузеће ViacomCBS, као што су Млади мутанти нинџа корњаче и Винкс. У новембру 2019, Nickelodeon Animation Studio је потписао вишегодишњи уговор о производњи за стриминг услугу Netflix, што ће укључивати производњу садржаја о новој и постојећој интелектуалној својини за стриминг платформу.